# Christian Giesler
Christian "Speesy" Giesler (Alemania, 4 de julio de 1970) es un músico de género thrash metal, conocido principalmente por haber sido el bajista de la banda Kreator.
Su primera aparición fue en el séptimo álbum de larga duración Cause for Conflict (1995), reemplazando al bajista original, Roberto Fioretti, continuando con la banda hasta el año 2019. A diferencia de Fioretti, Gielser es un bajista que utiliza la técnica fingerpicking.
En 1996 Giesler con el resto de los miembros de Kreator participaron en el álbum A Tribute to Judas Priest: Legends of Metal, un homenaje a Judas Priest con la canción «Grinder» del álbum British Steel lo que demostraba su importante aporte al grupo.
En 2019, se anuncia la salida de Giesler de Kreator, posteriormente anuncia una nueva agrupación de género punk llamada "FORE" 

FORE ha publicado un LP titulado "Hombres", lanzado en 2020 y en 2021 un cover de la canción "Man in the box"

## Discografía
Kreator
- 1995: Cause for Conflict
- 1997: Outcast
- 1999: Endorama
- 2001: Violent Revolution
- 2005: Enemy of God
- 2009: Hordes of Chaos
- 2012: Phantom Antichrist
- 2017: Gods of Violence

Fore
- 2020: Hombres